# La Joueuse de tympanon

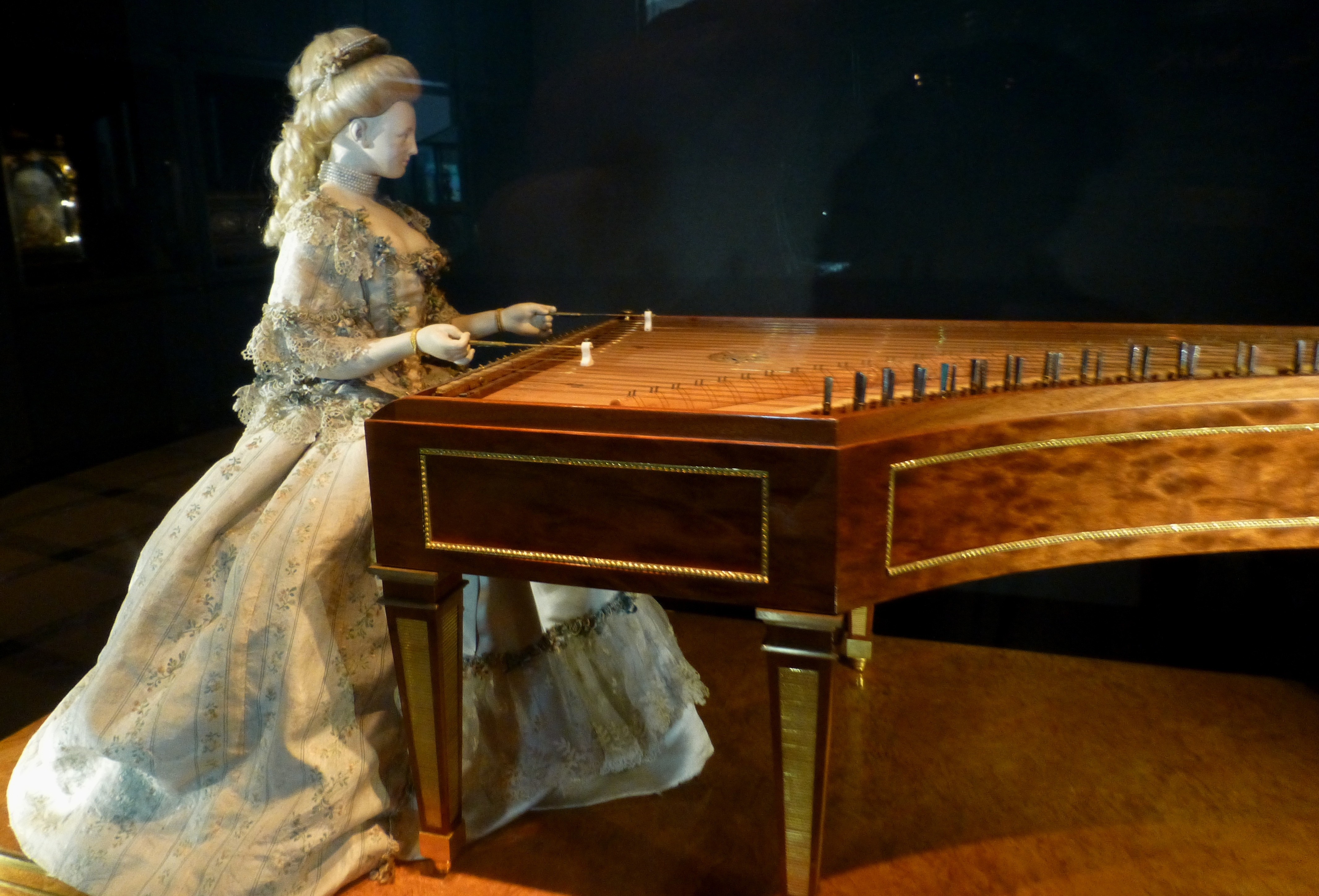
Der Automat La Joueuse de tympanon

La Joueuse de tympanon (französisch für Die Hackbrettspielerin) ist ein Musikautomat aus der Zeit der Aufklärung, der sich im Besitz der französischen Königin Marie-Antoinette befand. Er wurde in den 1780er Jahren vom deutschen Uhrmacher Peter Kinzing und dem Kunstschreiner David Roentgen gefertigt und stellt eine fein gekleidete Dame dar, die das Hackbrett spielt. Das Stück befindet sich im Bestand des Musée des arts et métiers in Paris.

## Beschreibung
Der mechanische Musikautomat ist etwa 45 Zentimeter hoch und stellt eine weibliche Figur dar, die vor einem Hackbrett mit 46 Saiten sitzt. Er wird von einem Messingzylinder gesteuert, der von einem Federaufzug angetrieben wird, wobei sich der Mechanismus in der Holzplattform unter der Figur befindet. Während er sich dreht, betätigt der Zylinder Nocken, die die Bewegung der Arme und des Kopfes steuern. Es sind tatsächlich die von den Händen der Puppe gehaltenen Schlägel, die die Saiten des Instruments zum Schwingen bringen, indem sie darauf schlagen. Die Spielerin spielt also wirklich. An seiner Herstellung waren etwa 100 Handwerker aus 26 Gewerken beteiligt. Der Automat, der unter Leitung der Neuwieder Handwerker Peter Kinzing und David Roentgen entstand, stellt einen „Höhepunkt der damaligen Technik“ dar. Das Kleid der Puppe kann gewechselt werden, wobei zwei Kleider existieren.
Die Hackbrettspielerin kann acht Musikstücke spielen. Eine der gespielten Arien ist eine Adaption einer Arie aus der Oper Armide, des deutschen Komponisten Christoph Willibald Gluck, der als einer der Lieblingskomponisten von Marie-Antoinette gilt. Auch die anderen Stücke sollen von Gluck sein.

## Geschichte
Der Automat wurde wahrscheinlich 1784 gebaut und im folgenden Jahr der damals 29-jährigen Königin Marie-Antoinette vorgestellt. Johann Friedrich Alexander zu Wied-Neuwied erwähnte im Februar 1785 in einem Brief an Philipp Otto Graf Dönhoff, dass die Königin die Puppe von zwei Akademikern beurteilen ließ, die ihr einen Wert von 800 Louis d’or beimaßen, aber Roentgen nur 500 akzeptierte. Der Puppe wird eine große Ähnlichkeit mit Marie-Antoinette nachgesagt. Es heißt, dass deren Haar das der Königin war und dass ihr Kleid aus dem Stoff eines ihrer Kleider hergestellt wurde. Aus einem Brief von Joseph-Marie-François de Lassone, dem Hausarzt von Marie-Antoinette, vom 4. März 1785 geht hervor, dass die Königin eine Untersuchung durch die Académie des sciences (Pariser Akademie der Wissenschaften) wünschte. Marie-Antoinette schenkte den Automaten der Akademie. 1864 wurde der Musikautomat in das Musée des arts et métiers in Paris überführt, wo er noch heute aufbewahrt wird. Dort wurde er von Jean Eugène Robert-Houdin restauriert.